# M.Kodihalli, Kadur
M.Kodihalli là một làng thuộc tehsil Kadur, huyện Chikmagalur, bang Karnataka, Ấn Độ.